# ماريا إريش
ماريا إيريش (بالألمانية: Maria Ehrich) (مواليد 26 فبراير 1993) هي ممثلة ألمانية. ظهرت في أكثر من عشرين فيلمًا منذ عام 2003.

## أعمالها
| عام  | عنوان          | وظيفة                  |
| ---- | -------------- | ---------------------- |
| 2016 | الزمرد الأخضر  | جويندولين "جوين" شيبرد |
| 2014 | الياقوت الأزرق | جويندولين "جوين" شيبرد |
| 2013 | روبي الأحمر    | جويندولين "جوين" شيبرد |
| 2004 | أخي كلب        | ماريتا                 |

| عام  | عنوان                        | وظيفة          |
| ---- | ---------------------------- | -------------- |
| 2013 | Das Adlon. Eine Familiensaga | يونغ ألما شادت |
| 2011 | يوميات الطبيب                | بيجي           |

## الجوائز
- 2015: جائزة الوافد الجديد Goldene Kamera [4]

## روابط خارجية
- ماريا إريش على موقع IMDb (الإنجليزية)
- ماريا إريش على موقع ميتاكريتيك (الإنجليزية)
- ماريا إريش على موقع روتن توميتوز (الإنجليزية)
- ماريا إريش على موقع مونزينجر (الألمانية)
- ماريا إريش على موقع ألو سيني (الفرنسية)
- ماريا إريش على موقع ميوزك برينز (الإنجليزية)
- ماريا إريش على موقع أول موفي (الإنجليزية)
- ماريا إريش على موقع ديسكوغز (الإنجليزية)
- ماريا إريش على موقع قاعدة بيانات الفيلم (الإنجليزية)
- ماريا إريش على موقع ليتربوكسد (الإنجليزية)